# Большие Концы
Больши́е Концы́ — деревня в Окуловском муниципальном районе Новгородской области, относится к Боровёнковскому сельскому поселению.
Деревня расположена на реке Льняной на южном берегу озера Льняное на Валдайской возвышенности, в 18 км к северо-западу от Окуловки (53 км по автомобильной дороге), до административного центра сельского поселения — посёлка Боровёнка 10 км (26 км по автомобильной дороге).
| 2010 |
| ---- |
| 1    |

## История
В Новгородской губернии деревня была приписана к Каёвской волости Крестецкого уезда, а с 30 марта 1918 года Маловишерского уезда. До 2005 года деревня входила в число населённых пунктов подчинённых администрации Каёвского сельсовета.

## Транспорт
Ближайшая железнодорожная станция расположена в Боровёнке.